# ランディ・ウィリアムズ (陸上選手)
ランディ・ウィリアムズ（Randy Williams , 1953年8月23日 - ）は、アメリカ合衆国の男子陸上競技選手。カリフォルニア州フレズノ出身。

## 経歴
走幅跳の選手として1972年ミュンヘンオリンピックと1976年モントリオールオリンピックに出場。ミュンヘン大会では8.24mの記録で、西ドイツのハンス・バウムガルトナー(Hans Baumgartner)、同じアメリカのアーニー・ロビンソンらを抑え金メダルを獲得。モントリオール大会では、前回大会で銅メダルだったロビンソンに次いで銀メダルを獲得した。